# Дубіна Роман Васильович
Рома́н Васи́льович Дубіна — старший сержант Збройних сил України, учасник російсько-української війни, що загинув у ході російського вторгнення в Україну в 2022 році.

## Життєпис
Роман Дубіна народився 1979 року в село Чайкине на Новгород-Сіверщині Чернігівської області. Загинув 11 березня 2022 року під час оборони Чернігова внаслідок поранення осколком після авіаудару. Тіло загиблого діставили до рідного села через тиждень. Поховали Романа Дубіну 19 березня 2022 року. Він став першим воїном, якого поховали на Новгород-Сіверщині після початку повномасштабного російського вторгнення. У січні 2023 року матері полеглого військовика передали його орден «За мужність» III ступеня.

## Нагороди
- Орден «За мужність» III ступеня (2022, посмертно) — за особисту мужність і самовіддані дії, виявлені у захисті державного суверенітету та територіальної цілісності України, вірність військовій присязі[2]..